# Chris Shields
Chris Shields (Dublino, 27 dicembre 1990) è un calciatore irlandese, centrocampista del Linfield.

## Carriera
Ha giocato nella prima divisione irlandese ed in quella nordirlandese.

## Palmarès

### Club

#### Competizioni nazionali
- Campionato irlandese: 5

Dundalk: 2014, 2015, 2016, 2018, 2019
- Coppa di Lega irlandese: 3

Dundalk: 2014, 2017, 2019
- Supercoppa d'Irlanda: 3

Dundalk: 2015, 2019, 2021
- Coppa d'Irlanda: 3

Dundalk: 2015, 2018, 2020
- Campionato nordirlandese: 2

Linfield: 2021-2022, 2024-2025
- Irish Football League Cup: 2

Linfield: 2022-2023, 2023-2024